# Choca-canela
Choca-canela (nome científico: Thamnophilus amazonicus) é uma espécie de ave pertencente à família dos tamnofilídeos. Pode ser encontrada na Bacia Amazônica do Brasil e leste do estado do Maranhão; também na Colômbia, Equador, Peru, Bolívia, Venezuela, Guiana, Suriname e Guiana Francesa.
Seu nome popular em língua inglesa é "Amazonian antshrike".